# Jardín Botánico Ecológico de Bayreuth
El Jardín Botánico Ecológico de Bayreuth (en alemán: Ökologisch-Botanischer Garten der Universität Bayreuth) (ÖBG), es un jardín botánico de 16 hectáreas de extensión, dependiente de la Universidad de Bayreuth (fundada en 1975, y especializada en estudios referidos a África), en Bayreuth Alemania. Su código de reconocimiento internacional como institución botánica, así como las siglas de su herbario es BAYRT.

## Localización
Se encuentra en la zona sur de la ciudad de Bayreuth y en la zona sur de la Universidad de Bayreuth.
Ökologisch-Botanischer Garten der Universität Bayreuth, Universitätsstraße 30, Universität Bayreuth 95440 Bayreuth, Bayern, Deutschland-Alemania49°55′24.6″N 11°35′7.44″E / 49.923500, 11.5854000

## Historia
El Jardín Botánico Ecológico de Bayreuth fue fundado como una institución de investigación central de la Universidad de Bayreuth en 1978 y está abierto al público.

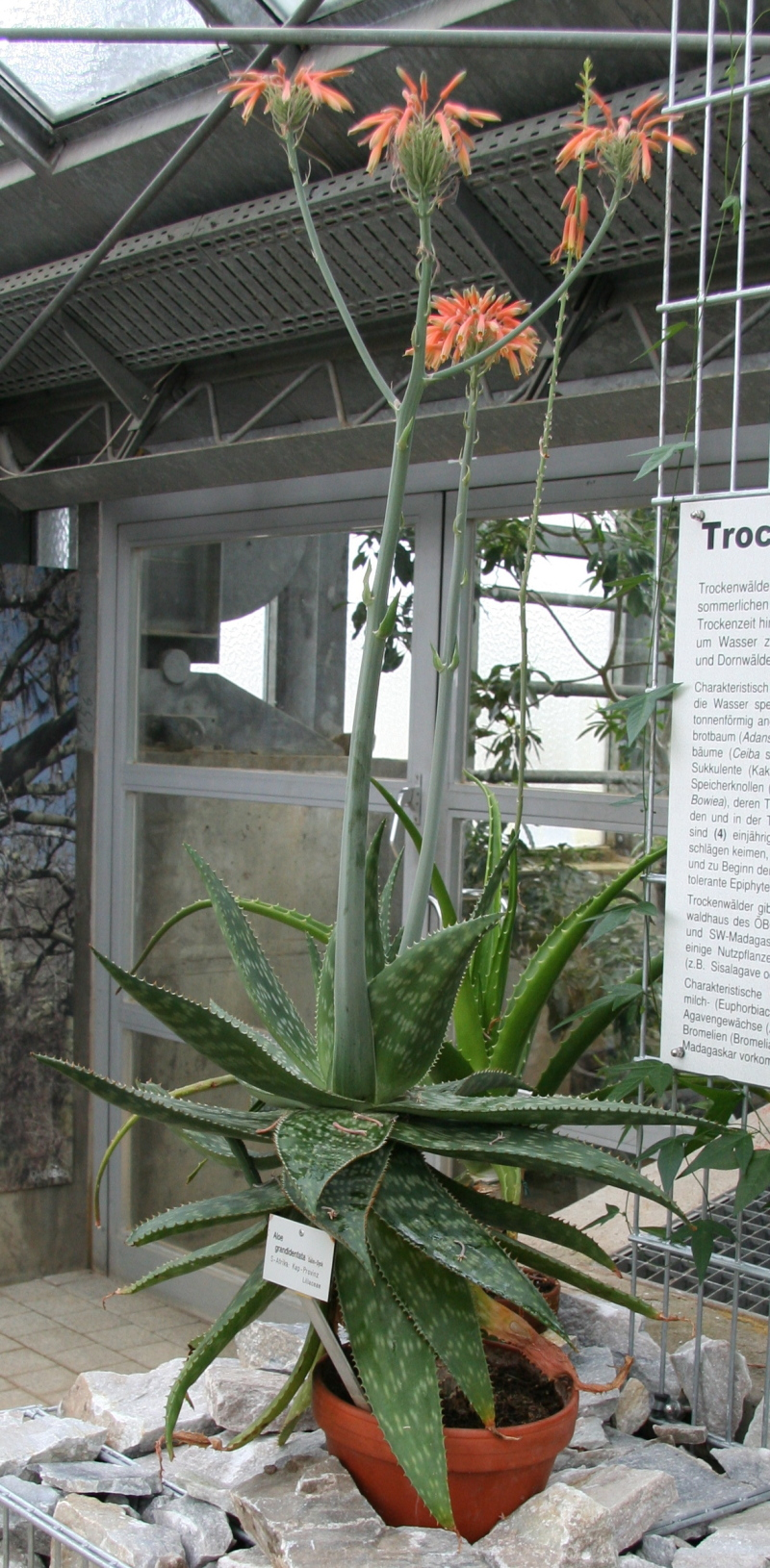
Aloe grandidentata en el Jardín botánico:ÖBG.

Después de 1975 el « Bayerisches Staatsministerium für Unterricht und Kultus » (Departamento de Estado bávaro para la educación y cultura) aprobó el proyecto de creación del jardín botánico ecológico en la universidad de Bayreuth, los primeros invernaderos estaban construidos en 1978 y fue designado Günter Rossmann como el primer director del jardín botánico. 
Los edificios administrativos y de ciencia fueron construidos en 1983. El comienzo de la construcción para los invernaderos de exhibición fue 1985, y en 1990 estaban terminados. La casa de las plantas tropicales de alta montaña fue establecida entre 1993 y 1994 con sus plantaciones. 
En el año 1996 se designó a Gregor Aas para la dirección del jardín botánico. Desde abril de 1998 la asociación sin ánimo de lucro « Freundeskreis des ÖBG e.V. » ( Círculo de amigos del ÖBG) es la que administra y mantiene financieramente al jardín botánico.

## Colecciones
En este jardín botánico, se encuentran más de 10,000 especies de plantas procedentes de todo el mundo, pero especialmente de África. 
Colecciones al aire libre
Flora de las regiones templadas del planeta.
- Norteamérica, con una representación de árboles de hoja ancha, tales como, robles, Aceres, Abedules, Avellanos, y una amplia variedad de arbustos de bayas. Así mismo las praderas del centro de Norteamérica con sus espectaculares floraciones.
- El centro de Asia
- Ucrania
- Estepas
- Tierras europeas del brezo.
- Plantas de interés económico, junto a los edificios de una granja hay árboles frutales y las plantas de los cultivos en cuadros se compara las nuevas plantas de híbridos junto a las antiguas variedades de cultivo. También hay un apartado de plantas medicinales y venenosas y un cantero con flores del verano.

Colecciones de los invernaderos
En el complejo del invernaderos, hay una gran abundancia de plantas en distintos biotopos.
- Selva pluvial de zonas bajas, con muchos tipos de árboles, de lianas y de epífitas. Los plátanos (Musa) y el cacao (Theobroma cacao), el lirio gigante suramericano de agua en el estanque tropical.
- La montaña tropical, con nieblas abundantes, los árboles forestales se cubren con las epífitas, musgos y líquenes. Un ejemplo de esto son los bosques del laurel de las Canarias con una gran abundancia de especies endémicas, que se encuentran solamente en este archipiélago.
- La alta montaña tropical, es única en sus características climáticas y las plantas que crecen en ella. La lobelia gigante (Lobelia rhynchopetalum) es su mejor representante siendo el primer ejemplar de los existentes en invernaderos en todo el mundo que floreció en 1999, además representantes de otras plantas nativas de las altas montañas de África, Kilimanjaro, Monte Kenia o del sur de Etiopía.
- Las plantas mediterráneas, procedentes de la zona europea y de Australia.
- Las regiones secas, con una gran variedad de cactus y plantas crasas de las familias Euphorbiaceae y Apocynaceae.

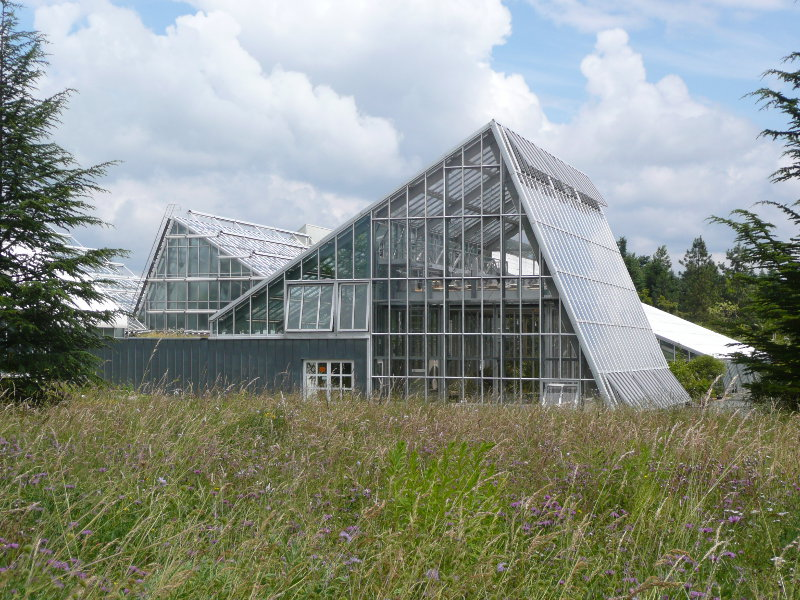
Invernadero de plantas de regiones montañosas de los trópicos.
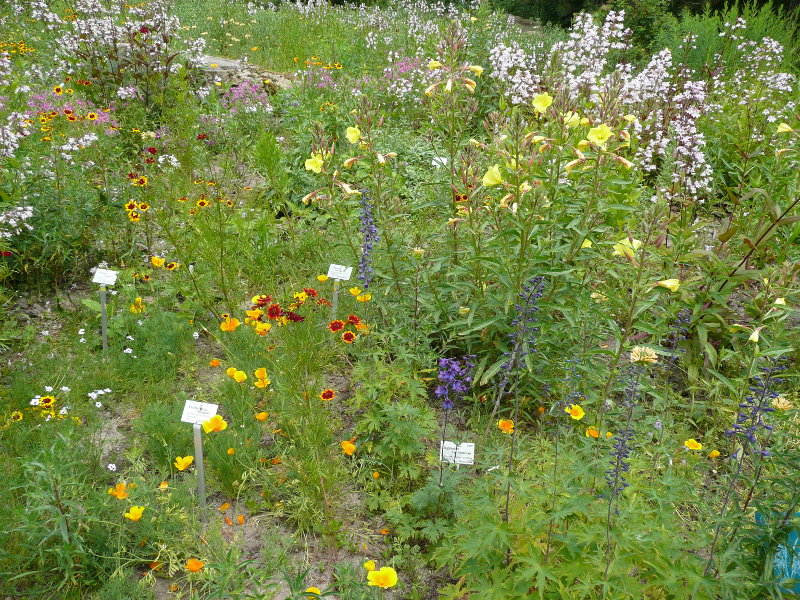
Flores de las praderas de Norteamérica.
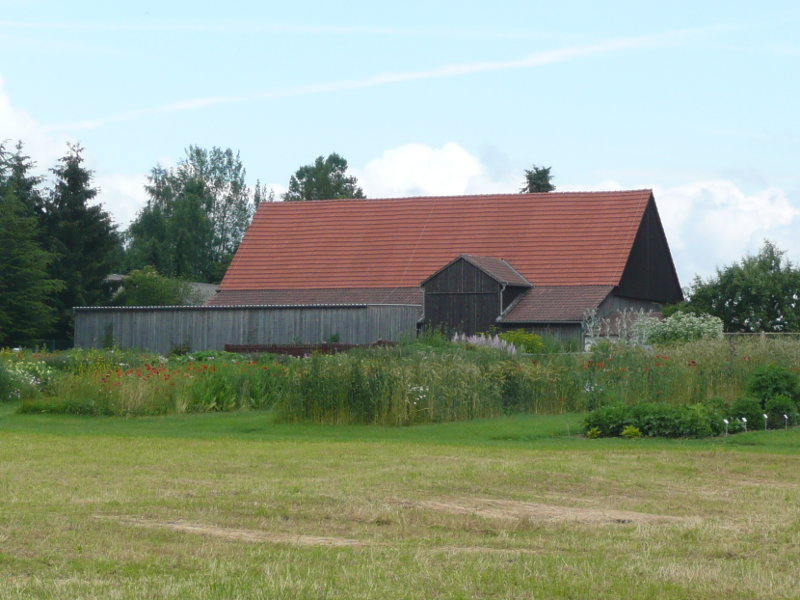
Plantas con frutos de nuez dura y antiguo huerto.
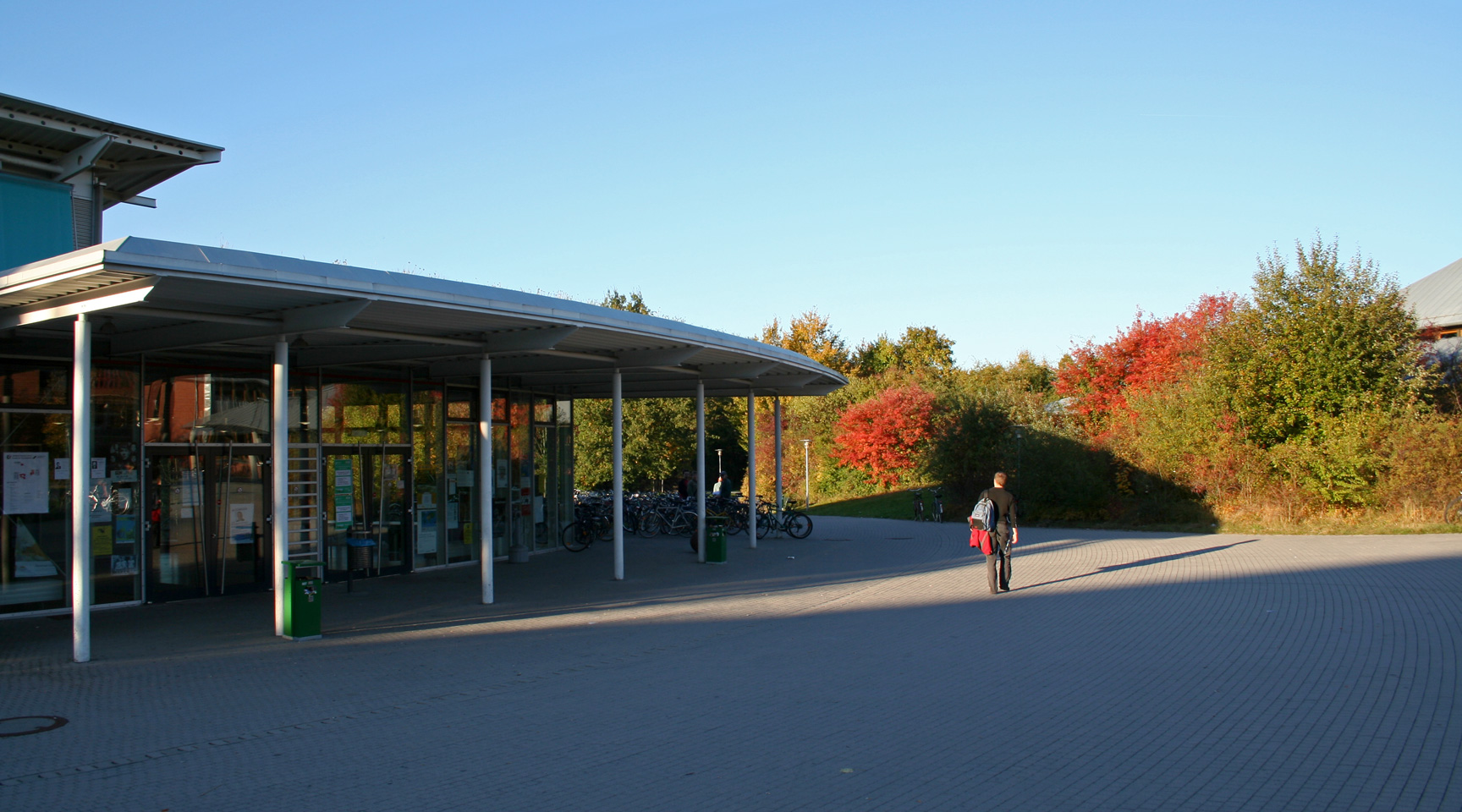
Auditorium Maximum en la Universidad de Bayreuth, al fondo árboles del Jardín botánico:ÖBG.